# Hrabeiella periglandulata
Hrabeiella periglandulata – gatunek pierścienicy o niejasnej pozycji taksonomicznej, łączącej w sobie cechy wieloszczetów i siodełkowców. Zaliczany niekiedy do rodziny Parergodrilidae, która bywa zaliczana do wieloszczetów.
Rzadki przykład wieloszczeta lądowego, jeden z dwóch – obok Parergodrilus heideri – znanych z Europy. Żyje w glebie. W Polsce stwierdzono go po raz pierwszy na stanowiskach grądowych w Puszczy Niepołomickiej. Czasami spotykany jest także w środowisku wodnym, czego pierwszy w Europie przykład jest znany z jeziorka w Jaskini Miecharskiej w Beskidzie Śląskim.